# Цитипати
Цитипатите (Citipati) са изчезнал род динозаври от късната креда на днешна Монголия. Те са едни от най-известните овираптори, благодарение на редица добре запазени скелети, включително няколко екземпляра намерени в позиция на мътене върху гнезда с яйца. Тези екземпляри са помогнали да се затвърди връзката между дивите динозаври и птиците.

## Описание
Цитипатите са били животни с размерите на ему. Имали са дължина около 2,5 – 2,9 метра при тегло от 75 – 83 кг. Подобно на другите овираптори, те са имали необичайно дълъг врат и скъсена опашка. Черепът им е бил необичайно къс, наситен с отвори в костната структура и завършващ в здрав, беззъб клюн. Може би най-отличителната черта на цитипатите е бил високия гребен, повърхностно подобен на този на съвременния казуар. Гребенът е сравнително нисък при вида C. osmolskae, с почти вертикален преден ръб, а при един от другите екземпляри, който все още не е получил конкретно име, е по-висок, с изпъкнал прорез в предния ръб, създаващ вид на квадрат.

## Размножаване
Най-малко четири екземпляра цитипати са открити в позиция на мътене, като всички те са били разположени върху яйца, със задни крайници, симетрично разположени от всяка страна на гнездото, а предните крайници са покривали периметъра на гнездото. В наши дни тази поза на мътене се среща само при птиците и поддържа поведенческа връзка между тях и динозаврите тероподи. Позицията за гнездене също подкрепя хипотезата, че те, както и други овираптори са имали пернати предни крайници, тъй като по-голямата част от яйцата е нямало да бъдат покрити от тялото на животното, освен ако не е било налице обширно покритие от пера по крайниците.